# Quechua yaru

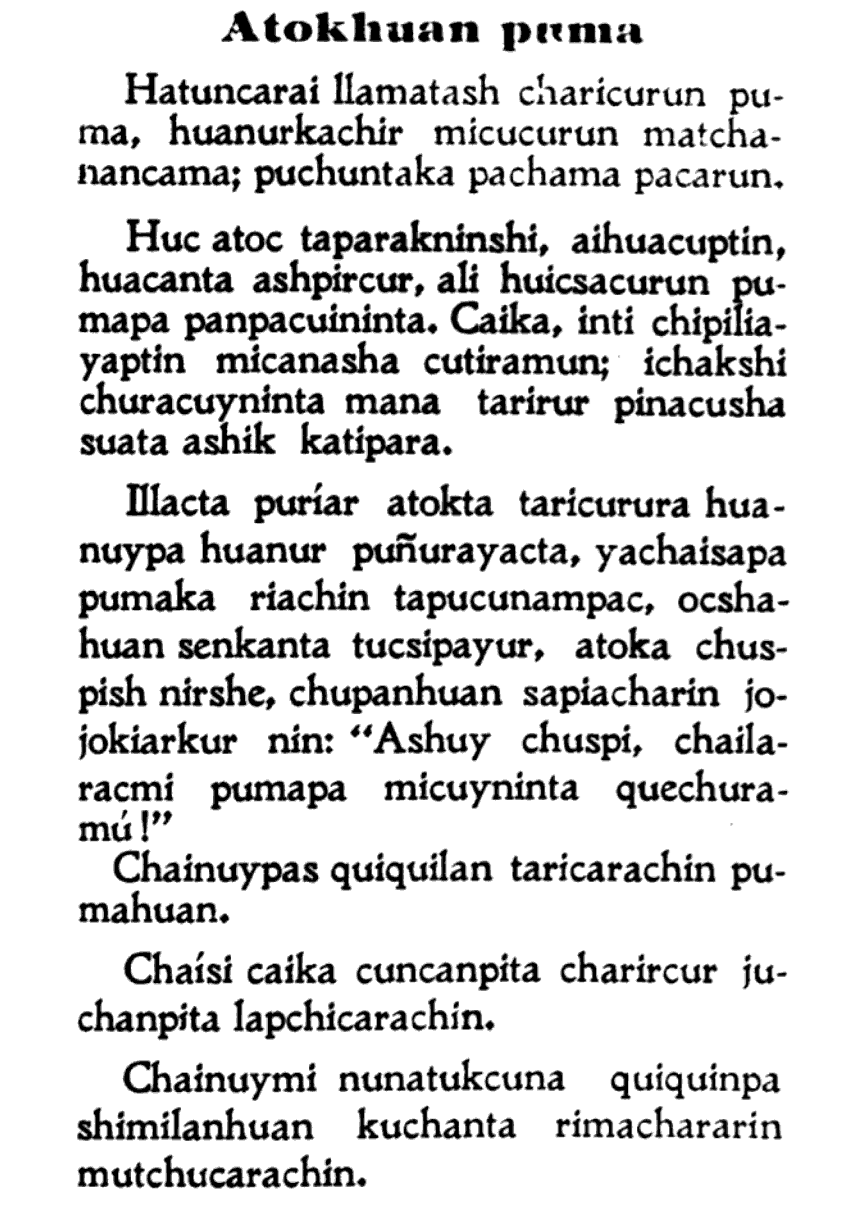
Atuqwan puma (El zorro y el puma), cuento en quechua tarmeño, Adolfo Vienrich 1906. El encuentro del zorro (atuq) con otro animal es un tópico frecuente en los cuentos quechuas.

El quechua yaru es un grupo de variedades lingüísticas del quechua en el centro del Perú, hablado en las provincias pasqueñas de Pasco y Daniel Alcides Carrión, las juninenses de Junín, Yauli y Tarma, la cuenca alta del río Huaura en el departamento de Lima y de la provincia de Ambo, en el departamento de Huánuco
La variedad yaru mejor descrita es el quechua de Tarma, por Willem F. H. Adelaar en su trabajo de 1977 titulado Quechua de Tarma: Gramática, textos, diccionario.
En lo gramatical, se trata de un espacio bastante homogéneo.  Entre las principales diferencias fonéticas y fonémicas, la altiplanicie y el norte juninense conservan la africada postalveolar [t͡ʃ], mientras que en Chaupihuaranga y el Alto Huaura se ha adelantado a la alveolar [t͡s] o incluso se ha desafricado.